# Farman F.220
Farman F.220 a letouny z tohoto typu odvozené byly čtyřmotorové hornoplošníky vyráběné nejprve francouzskou společností Farman a posléze francouzskou státní společností SNCAC. Hlavní verze značená F.222 byla největším bombardérem, který sloužil ve Francii mezi světovými válkami. Poslední varianta (F.224) byla navržena jako civilní dopravní letoun.

## Vývoj
Technické specifikace na vývoj čtyřmístného nočního bombardovacího letounu (BN4) byly vydány v roce 1929. Francouzské ministerstvo letectví nakonec objednalo 31. ledna 1930 u společnosti Farman výrobu dvou prototypů. První z nich označený F.220 vykonal svůj první let 26. května 1932. Letoun byl poháněn čtveřicí vidlicových motorů Hispano-Suiza 12Lbr.

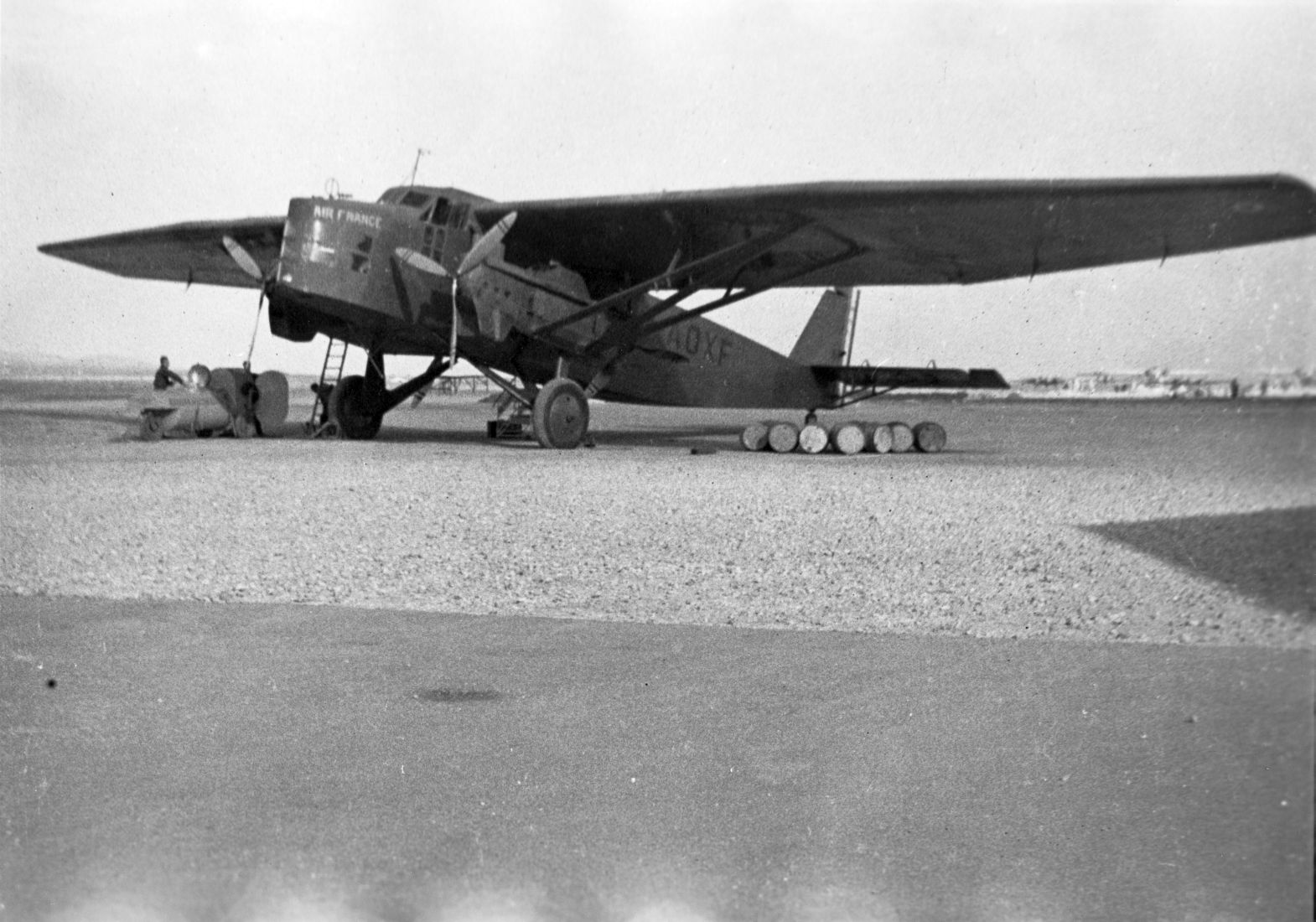
Farman F.220 (F-AOXF), Severní Afrika

Po otestování prvního prototypu F.220 musel výrobce přikročit k celé řadě úprav. Druhý prototyp označený F.221 měl nové svislé ocasní plochy, tři ručně ovládané střelecké věžičky na přídi, hřbetě a spodní části trupu a hvězdicové motory Gnome-Rhône 14Kdrs Mistral Major. Tento letoun poprvé vzlétl v roce 1933 a na jaře roku 1934 byly motory 14Kdrs vyměněny za 14Kbrs. Ministerstvo letectví nakonec objednalo v roce 1934 dalších 10 strojů F.221-BN5 (bombardovací noční pětimístný), které byly dodávány francouzskému letectvu (Armée de l'Air) od června 1936.
Letoun měl hranatý trup bez zaoblených hran, což bylo typické pro předválečné francouzské bombardéry. Konstruktéři zvolili čisté křídlo bez motorových gondol. Ty byly zavěšeny pod křídlem vedle trupu na soustavě vzpěr. V každé gondole byly umístěny dva motory v tandemovém uspořádání, přičemž jeden poháněl tažnou a druhý tlačnou vrtuli. Farman F.221 měl pevný nezatahovatelný podvozek. Tyto stroje byly osazeny ručně ovládanou dvojicí střeleckých věžiček na přídi a hřbetu letounu a střelištěm na břiše letounu. Všechny střelecké pozice byly osazeny kulomety MAC 1934 ráže 7,5 mm.

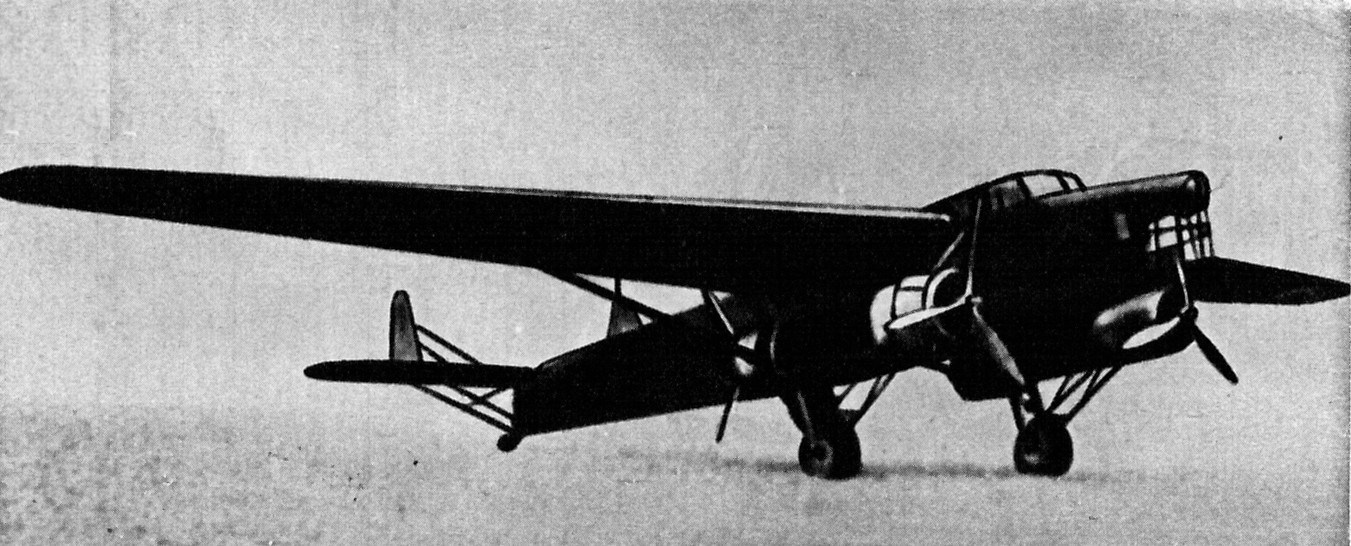
Farman F.223

V roce 1935 byl prototyp F.221-01 přepracován. Modernizace zahrnovala nové gondoly, do kterých mohl být zatahován podvozek. Nový typ byl označen F.222-01 a tento letoun poprvé vzlétl na konci roku 1935. Varianta F.222 zahájila svou službu u francouzského letectva na jaře roku 1937, přičemž výroba první série 11 strojů s označením F.222.1-BN5 probíhala od dubna 1936. Letouny poháněly dvouhvězdicové motory Gnome-Rhône 14Kirs/Kjrs s výkonem 713 kW a měl i další čtyři palivové nádrže. Na podzim 1936 bylo objednáno prvních 8 strojů varianty označené F.222.2-BN5, které se od předchozích lišily prodlouženou přední částí trupu, menším prosklením přídě bez spodního stupně a hlavně výrazným vzepětím konců křídla.
V roce 1937 v rámci procesu znárodnění francouzského leteckého průmyslu byla společnost Farman začleněna do nové státní společnosti Société Nationale de Constructions Aéronautiques du Centre (SNCAC), která dostala objednávku na dalších 16 strojů F.222.2-BN5. Tyto stroje měly motory Gnome-Rhône 14N-11/15. Obranná výzbroj byla totožná s letounem F.221 a letoun mohl nést až 4 200 kg pum.
Verze F.223, která byla po znárodnění společnosti Farman a její začlenění do koncernu SNCAC přejmenována na N.C.223, měla oproti předchozím celou řadu změn. Tyto změny zahrnovaly dvojité ocasní plochy a podstatně pozměněný trup i křídlo. První prototyp N.C.223.1-01 byl objednán jako poštovní letoun dlouhého doletu pro Air France ke spojům s Jižní Amerikou a v říjnu 1937 ustanovil letecký rekord, když uletěl 621 mil se 22 046 librami nákladu. Letoun, který poháněly motory Hispano-Suiza 12Xirs, poprvé vzlétnul v červnu 1937. Druhý letoun označený N.C.223.1 No 1 byl již prototypem bombardéru s hvězdicovými motory Hispano-Suiza 14AA s výkonem 735 kW. Poprvé vzlétnul 18. ledna 1938, ale při zkouškách si jeho motory nevedly nejlépe. Proto byly do tohoto prototypu zastavěny motory Hispano-Suiza 12Y-29 a letoun byl přeznačen na N.C.223.3 No 1.
Francouzské ministerstvo letectví objednalo 8 strojů N.C.223.3-B5, jejichž dodávání probíhalo od roku 1939 do jara 1940. Následovala trojice gigantických letounů N.C.223.4, které dostaly jména Camille Flammarion (No 1, imatrikulace F-AQJM), Jules Verne (No 2, F-ARIN) a Le Verrier (No 3, F-AROA). Všechny tři stroje nakonec tvořily výzbroj námořní bombardovací a průzkumné escadrille B5. Letoun č. 2 (Jules Verne) v době bitvy o Francii provedl několik významných náletů. Tyto letouny byly vyvíjeny souběžně s typem N.C.223.3 nikoliv jako bombardéry, ale jako poštovní letouny pro Air France pro transatlantické lety. Na rozdíl od typu N.C.223.3 měly elegantní aerodynamickou příď a lišily se i v celé řadě dalších detailů. První letoun N.C.223.4 No 1 Camille Flammarion poprvé vzlétl 15. března 1939. Letouny poháněly motory Hispano-Suiza 12Y-39 s výkonem po 679 kW.
Letoun F.224 byla plánovaná civilní varianta pro 40 cestujících. Bylo vyrobeno 6 letounů pro Air France, které však byly odmítnuty, protože letoun nedokázal držet výšku při letu na 3 motory. Proto byly letouny upraveny pro službu u francouzského letectva pro přepravu vojáků s omezenou maximální nosností.

## Operační historie

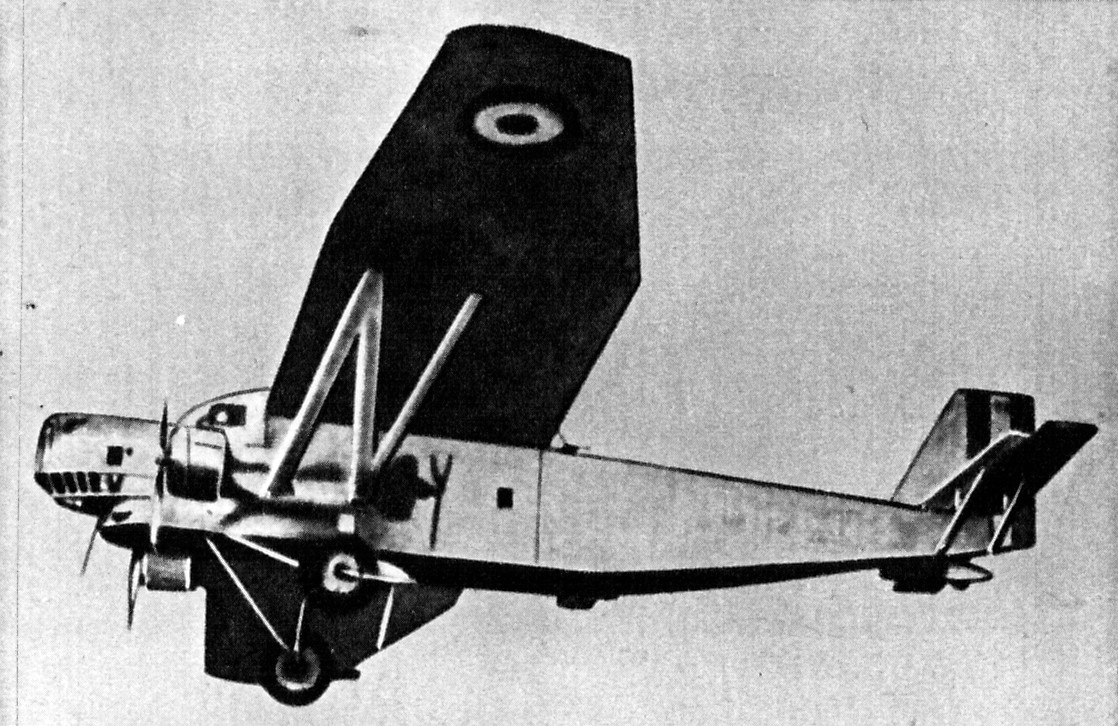
Farman F.221

Na počátku druhé světové války v roce 1940 byly tyto monstrózní letouny již zcela zastaralé. Přesto se do ní zapojily. Letouny F.222.1 a F.222.2 byly zařazeny do výzbroje Escadre de Bombardement 15 (15. bombardovací křídlo) ve Francii, do l'Escadrille d'Indochine (dva stroje F.222.1) a do Groupe Aérien Autonome (43. Samostatná letecká skupina) v Senegalu, kde působilo 5 letounů. Tyto letouny byly použity k hlídkování podél afrického pobřeží. Na podzim 1939 zařadilo 3 stroje do svého stavu i francouzské námořní letectvo, které je používalo k dálkovému průzkumu nad oceánem. V době „podivné války“ stroje F.222 shazovaly letáky nad Německem a prováděly i průzkumné lety nad Německem a v jednom případě i nad Protektorátem Čechy a Morava.
Po vypuknutí ostrých bojů 10. května 1940 prováděly posádky Farmanů F.222 noční bombardovací nálety na německé území, které měly spíše symbolický význam. Letouny svrhly 133 tun bomb, přičemž byl ztracen jeden letoun. Jeden námořní stroj bombardoval cíle v Itálii. Jeden Farman F.222 byl zapojen do pozoruhodné akce, kterou provedl francouzský pilot James Denis. Dne 20. června 1940, když si uvědomil, že bitva o Francii je ztracená, Denis odstartoval s letounem Farman F.222 z letiště poblíž Saint-Jean-d'Angély. Letěl do Británie společně s 20 svými přáteli, kde se připojil k letectvu Svobodné Francie. Během své služby se stal leteckým esem, když sestřelil 9 německých letounů.
Po uzavření příměří byly letouny používány vládou ve Vichy k transportním účelům a to hlavně v Maroku, kde také v roce 1944 dolétaly.
Letouny N.C.223.3 vstoupily do aktivní služby až v květnu 1940, ale přesto se zúčastnily několika náletů na Třetí říši, poté jich část přelétla do severní Afriky, kde sloužily k transportním účelům. Čtyři letouny převzala Air France k dopravě pošty a cestujících v koloniích.
Letoun N.C.223.4 Camille Flammarion zasáhl do akcí druhé světové války jako první ještě jako civilní stroj, když vykonal „zkušební“ let do Brazílie, přičemž ve skutečnosti pátral po německých lodích Admiral Graf Spee a Admiral Scheer. Letouny byly pro svůj dolet 5 až 8 000 km jako stvořené pro námořní průzkum, a proto byly v roce 1940 převzaty francouzským námořnictvem. Jako první byl přebrán stroj Jules Verne, který byl na jaře 1940 vybaven motory Hispano-Suiza 12Y-37 s výkonem 783 kW, závěsníky na 8×250 kg pumy pod trupem a jedním obranným kulometem Darne 32 ráže 7,5 mm ve dveřích na pravé straně trupu. Před svým historickým letem nad Berlín prodělal letoun Jules Verne několik bombardovacích misí na severu země.
Jeho prvním náletem byl útok na most v Maastrichtu dne 13. května 1940. 7. června 1940 vzlétl z letiště Bordeaux-Mérignac k náletu na Berlín. Trasa vedla nejdříve na sever, následně prolétl nad průlivem La Manche, dotkl se holandského pobřeží a pokračoval nad Dánsko. Nad Baltským mořem se prudce stočil na jih a zakrátko dosáhl Berlín. Po odhozu pum se vrátil letem napříč Německem na letiště Paříž-Orly.
Letoun NC.223.4 Jules Verne francouzského námořnictva se stal prvním spojeneckým letounem, který bombardoval Berlín. Akce byla uskutečněna v noci ze 7. na 8. června 1940, kdy letoun svrhl 8 leteckých pum o hmotnosti 250 kg a 80 pum o hmotnosti 10 kg na německé hlavní město. Letoun uletěl při svém letu více než 5 000 km po trase Bordeaux – Normandie – Dover – Severní moře – Dánsko – Baltské moře – Berlín – Orly.[zdroj?] Tato operace, která měla hlavně psychologický efekt, se navždy zapsala do dějin druhé světové války jako první nálet na Berlín. Tento let vykonala elitní šestičlenná posádka. Než skončily boje ve Francii, vykonal letoun ještě několik bombardovacích misí na cíle v Německu a Itálii. Po pádu Francie letouny převzala Air France, která je používala pro lety do Sýrie a Libanonu. Letoun Le Verrier byl 27. listopadu 1940 nakonec sestřelen nad Středozemním mořem.

## Varianty

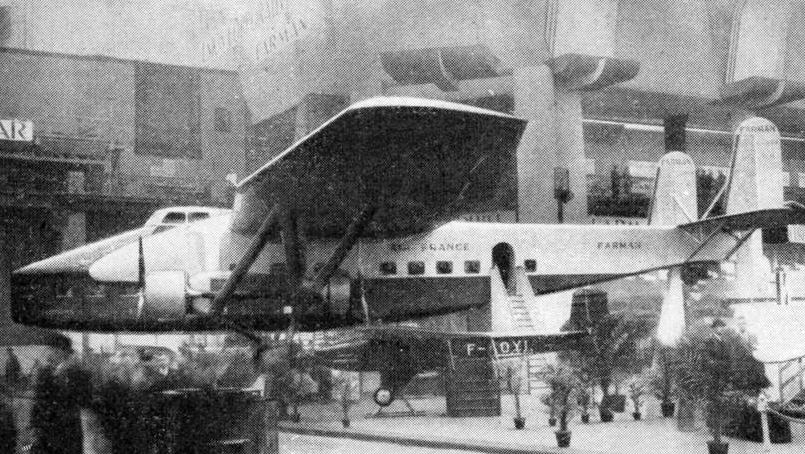
Farman 224

Farman F.220
Prototyp letounu s motory Hispano-Suiza 12Lbr. Postaven 1 letoun.

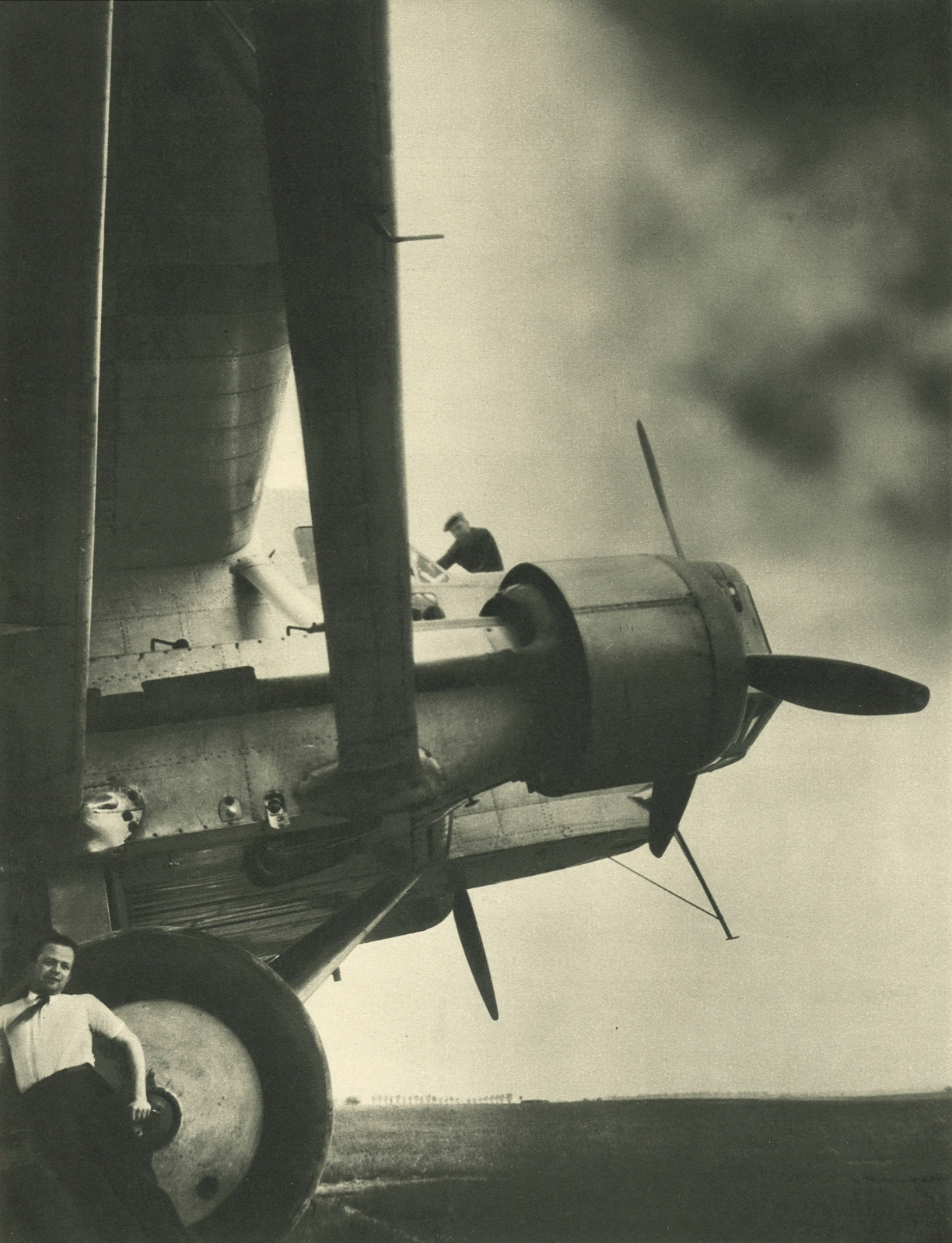
Farman F.221
Upravená verze poháněná čtveřicí motorů Gnome-Rhône 14Kdrs. Postaven 1 prototyp F.221-01 a 10 sériových strojů F.221-BN5.
Farman F.222
hlavní sériová verze
- Farman F.222.01

Prototyp přestavěný z letounu F.221-01.
- Farman F.222.1

Upravená verze se zatahovatelným podvozkem. Letoun poháněly motory Gnome-Rhône 14Kirs/Kjrs. Postaveno 11 strojů.
- Farman F.222.2

Letoun F.222.1 s přepracovaným nosem letounu poháněný motory Gnome-Rhône 14N-11/15. Postaveno 24 strojů. Jiné zdroje uvádějí přibližně 50 vyrobených strojů.
Farman F.223
Verze se zdvojenými ocasními plochami a aerodynamičtějším tvarem. Motory Hispano-Suiza 14AA s výkonem 820 kW.
- SNCAC N.C.223.1-01

Prototyp postavený jako poštovní letoun Laurent Guerrero. Motory Hispano-Suiza 12Xirs. Postaven 1 stroj.
- SNCAC N.C.223 No 01

Prototyp bombardéru s motory Hispano-Suiza 14AA. Postaven 1 stroj.
- SNCAC N.C.223.2

Bombardovací verze s motory Gnome-Rhône 14N. Nebyla postavena.
- SNCAC N.C.223.3

Bombardovací verze s motory Hispano-Suiza 12Y-29. Postaveno 8 strojů.
- SNCAC N.C.223.4

Poštovní verze N.C.223.3. Postaveny 3 stroje (Camille Flammarion, Jules Verne a Le Verrier).
Farman F.224
Dopravní letoun se 40 místy s motory Gnome-Rhône 14N-01 pro Air France. Nebyl však přijat do služby. Postaveno 6 strojů.

## Specifikace (F.222.2-BN5)
Technické údaje pocházejí z publikace „Letadla 1939–45: Stíhací a bombardovací letadla Francie a Polska“.

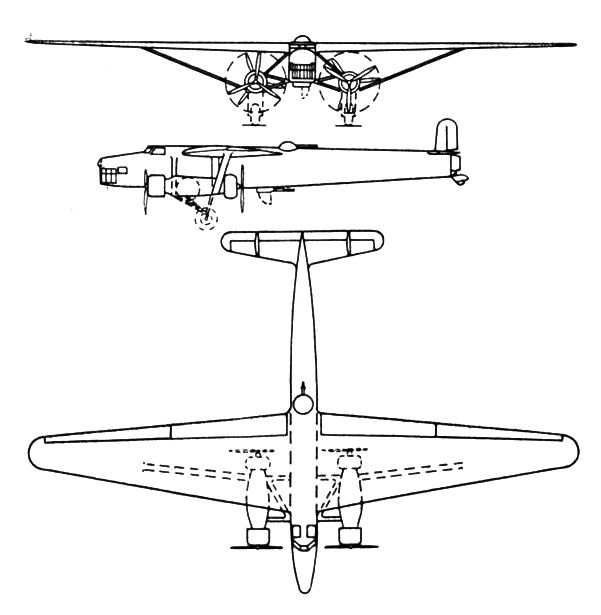
Farman F.223

### Technické údaje
- Posádka: 5 (pilot, druhý pilot, přední střelec/navigátor/bombometčík, horní střelec, spodní střelec)
- Rozpětí: 36,0 m
- Délka: 21,45 m
- Výška: 5,19 m
- Nosná plocha: 188 m²
- Plošné zatížení: ? kg/m²
- Prázdná hmotnost: 10 488 kg
- Max. vzletová hmotnost: 18 700 kg
- Pohonná jednotka: 4× hvězdicový motor Gnome-Rhône 14N-11/15
- Výkon pohonné jednotky: 963 k (723 kW) ve výšce 4 600 m

### Výkony
- Cestovní rychlost: 280 km/h (174 mph) ve výšce 4 000 m (13 000 stop)
- Maximální rychlost: 320 km/h (199 mph) ve výšce 4 000 m (13 000 stop)
- Dolet: 1 995 km s nákladem 2 500 kg pum
- Dostup: 8 000 m
- Stoupavost: 473 m/min (1 552 stop/min)
- Výstup do 4 000 m: 13,5 min

### Výzbroj
- 3× kulomet MAC 1934 ráže 7,5 mm ve věžičkách na nose a hřbetě a ve spodním střelišti
- 4 200 kg bomb (20× 200 kg nebo 40× 100 kg nebo kombinace 200 kg, 100 kg a 50 kg pum)

## Uživatelé
Francie
- Air France
- Francouzské letectvo (Armée de Air)
- Francouzské námořní letectvo (Aéronautique Navale)